# 8582 Kazuhisa
8582 Kazuhisa (1997 AY) là một tiểu hành tinh vành đai chính được phát hiện ngày 2 tháng 1 năm 1997 bởi T. Kobayashi ở Oizumi.